# Matelea rubra
Matelea rubra là một loài thực vật có hoa trong họ La bố ma. Loài này được (H.Karst.) Spellman & Morillo mô tả khoa học đầu tiên năm 1976.